# Therese Brandl
Pour les articles homonymes, voir Brandl.
Therese Brandl, née le 1er février 1902 à Staudach-Egerndach (royaume de Bavière) et morte le 28 janvier 1948 à Cracovie, était une gardienne SS (Aufseherin) dans de nombreux camps de concentration nazis pendant la Seconde Guerre mondiale.

## Biographie
Elle est née le 1er février 1902 à Staudach-Egerndach en Bavière. 
Elle est engagée au camp de Ravensbrück en mars 1940 et commence sa formation avec Johanna Langefeld. Elle est envoyée à Auschwitz I en mars 1942, elle a travaillé dans la buanderie sous les ordres de Margot Dreschel et Maria Mandl. En 1943, elle reçoit une médaille du Reich pour sa « bonne conduite » dans le camp.
Elle participe à la sélection des femmes et des enfants aux chambres à gaz, et maltraite physiquement les prisonniers, y compris les enfants, comme Andreas Larinciakos, un garçon de neuf ans originaire de Cles (Italie). 
En novembre 1944, avec l'approche de l'armée soviétique, elle est envoyée au camp de Dachau. Elle fuit Mühldorf le 27 avril 1945 avant l'arrivée de l'armée des États-Unis.
Le 29 août 1945, l'armée américaine l'arrête dans les montagnes bavaroises et l'envoie dans un camp de détention pour être interrogée. En novembre 1947, elle est jugée par les autorités polonaises avec Maria Mandl, Luise Danz, Hildegard Lächert et Alice Orlowski au procès d'Auschwitz à Cracovie.
Le 22 décembre 1947, elle est reconnue coupable d'avoir participé à la sélection des détenus et est condamnée à mort. Elle est pendue en prison le 28 janvier 1948, quatre jours avant son 46e anniversaire.